# Saison 2018 des Giants de New York
Chronologie
Précédent Suivant
La saison 2018 des Giants de New York est la 94e saison de la franchise au sein de la National Football League laquelle évolue en Division Est de la National Football Conference.
Il s'agit de la 9e saison jouée au MetLife Stadium à East Rutherford dans le New Jersey et la première sous la direction de l'entraîneur principal Pat Shurmur.
Les Giants tenteront d'améliorer les très mauvais résultats de la saison précédente (3 victoires pour 13 défaites).

## Intersaison

### Free Agency
|  | Giants ayant re-signé |

| Dates      | Postes | Joueurs              | Statut | Équipe en 2017                     | Notes et références                                                                               |
| 13 mars    | RB     | Jonathan Stewart     | UFA    | Panthers de la Caroline            | Stewart a signé un contrat de deux ans pour 6,9 millions de $.                                    |
| 14 mars    | OL     | Nate Solder          | UFA    | Patriots de la Nouvelle-Angleterre | Le contrat de Solder fait de lui l'OL le plus cher payé de la NFL (quatre ans, 62 millions de $). |
| 14 mars    | LB     | Kareem Martin (en)   | UFA    | Cardinals de l'Arizona             | Retrouve James Bettcher (en) qui était son entraîneur défensif en Arizona.                        |
| 14 mars    | CB     | Teddy Williams (en)  | UFA    | Panthers de la Caroline            | Contrat d'un an. Ancien sprinteur à pied en secondaire.                                           |
| 14 mars    | OL     | Patrick Omameh (en)  | UFA    | Jaguars de Jacksonville            | Contrat de trois ans pour 15 millions de $.                                                       |
| 15 mars    | DB     | Curtis Riley (en)    | ERFA   | Titans du Tennessee                | Retrouve Deshea Townsend (en) qui l'entraînait chez les Titans du Tennessee.                      |
| 19 mars    | WR     | Cody Latimer (en)    | UFA    | Broncos de Denver                  | Retrouve Tyke Tolbert (en) qui l'avait entraîné à Denver.                                         |
| 19 mars    | CB     | B.W. Webb (en)       | UFA    | Browns de Cleveland                | Contrat d'un an. Les Giants sont sa 7e équipe en 6 saisons de NFL.                                |
| 19 mars    | DL     | Josh Mauro (en)      | UFA    | Cardinals de l'Arizona             | Retrouve son ancien équipier Martin Kareem et son ancien entraîneur James Bettcher (en),.         |
| 19 mars    | DE     | Kerry Wynn (en)      | FA     | Giants de New York                 | Resigné                                                                                           |
| 26 mars    | DB     | Michael Thomas       | UFA    | Dolphins de Miami                  | Contrat de deux ans.                                                                              |
| 5 avril    | CB     | William Gay (en)     | UFA    | Steelers de Pittsburgh             | Contrat d'un an                                                                                   |
| 22 mai     | WR     | Russell Shepard (en) | UFA    | Panthers de la Caroline            | Shepard signe un conntra d'un an pour un montant de 1,3 million de $.                             |
| 24 juillet | LB     | Connor Barwin        | UFA    | Rams de Los Angeles                | Barwin signe un contrat de deux ans pour un montant de 55 millions de $.                          |

### Transferts
Le 7 mars 2018, les Giants acquièrent le LB Alec Ogletree des Rams de Los Angeles en échange des 4e et 6e tours de la Draft 2018 de la NFL (respectivement le 135e et le 176e choix global). Dans l'accord, les Giants reçoivent des Rams, un 7e tour pour la Draft 2019 de la NFL.
Le 20 avril 2018, le punter Riley Dixon des Broncos de Denver est signé par les Giants en échange d'un éventuel 7e tour de la Draft 2019 de la NFL.

### Draft 2018
| Tour | Sélection | Joueur                           | Postes                           | Universités                      | Notes                              |
| 1    | 2         | Saquon Barkley                   | RB                               | Penn State                       |                                    |
| 2    | 34        | Will Hernandez (en)              | G                                | UTEP                             |                                    |
| 3    | 66        | Lorenzo Carter (en)              | LB                               | Georgia                          |                                    |
| 3    | 69        | B. J. Hill (en)                  | DT                               | NC State                         | Reçu des Buccaneers de Tampa Bay   |
| 4    | 102       | Cédé aux Buccaneers de Tampa Bay | Cédé aux Buccaneers de Tampa Bay | Cédé aux Buccaneers de Tampa Bay | Choix compensatoire                |
| 4    | 108       | Kyle Lauletta (en)               | QB                               | Richmond                         | Acquis des Buccaneers de Tampa Bay |
| 4    | 135       | Cédé aux Rams de Los Angeles     | Cédé aux Rams de Los Angeles     | Cédé aux Rams de Los Angeles     | -                                  |
| 5    | 139       | R. J. McIntosh                   | DT                               | Miami                            | -                                  |
| 6    | 176       | Cédé aux Rams de Los Angeles     | Cédé aux Rams de Los Angeles     | Cédé aux Rams de Los Angeles     | -                                  |
| 7    | 220       | Cédé aux Steelers de Pittsburgh  | Cédé aux Steelers de Pittsburgh  | Cédé aux Steelers de Pittsburgh  | -                                  |

Notes :
1. 1 2 3  Les Giants ont échangé leur choix de 4e tour (le 102e choix global) et le DE Jason Pierre-Paul contre un 3e tour de Draft (69e choix global) et un 4e tour (108e choix global) des Buccaneers de Tampa Bay.
2. ↑  Les Giants ont reçu un choix compensatoire au 4e tour de la Draft (135e choix global).
3. 1 2  Les Giants ont échangé un 4e tour compensatoire (le 135e choix global) et un 6e tour (le 176e choix global) de la Draft 2018 de la NFL contre un 7e tour de la Draft 2019 de la NFL et le LB Alec Ogletree des Rams de Los Angeles.
4. ↑  Les Giants ont échangé leur 7e tour de la draft (220e choix global)contre le DB Ross Cockrell des Steelers de Pittsburgh.

Draft supplémentaire :

Les Giants ont sélectionné Sam Beal (en), cornerback des Broncos de Western Michigan, au cours de la Draft supplémentaire 2018. De facto, la franchise perd son choix de 3e tour de la Draft 2019 de la NFL.

## Signatures d'UFDA
- S, Sean Chandler, Temple[18] ;
- WR, Davon Grayson, East Carolina[18].

## Les résultats

### L'avant saison
Le programme d'avant saison des Giants a été dévoilé le 11 avril, les dates et heures exactes ayant été fixées le 12 mai 2018.
| Semaines                                          | Dates   | Heures            | Adversaires                        | Résultats  | Résultats    | Lieux           | NFL.com résumés |
| Semaines                                          | Dates   | Heures            | Adversaires                        | Scores     | Statistiques | Lieux           | NFL.com résumés |
| ------------------------------------------------- | ------- | ----------------- | ---------------------------------- | ---------- | ------------ | --------------- | --------------- |
| 1                                                 | 9 août  | 19 heures locales | Browns de Cleveland                | P, 10 - 20 | 0 - 1        | MetLife Stadium | Résumé vidéo    |
| 2                                                 | 17 août | 19 heures locales | @ Lions de Détroit                 | G, 30 - 17 | 1 - 1        | Ford Field      | Résumé vidéo    |
| 3                                                 | 24 août | 19 h 30 locales   | @ Jets de New York                 | G, 22 - 16 | 2 - 1        | MetLife Stadium | Résumé vidéo    |
| 4                                                 | 30 août | 19 heures locales | Patriots de la Nouvelle-Angleterre | P, 12 - 17 | 2 - 2        | MetLife Stadium | Résumé vidéo    |
| Bilan de l'avant-saison : 2 victoires, 2 défaites |         |                   |                                    |            |              |                 |                 |

### La saison régulière

#### Schéma
| Catégories                                                | À domicile                                            | En déplacement                                        |
| Opposants de Division (NFC East)                          | Cowboys de Dallas Philadelphie Redskins de Washington | Cowboys de Dallas Philadelphie Redskins de Washington |
| Opposants de Conférence NFC (NFC Sud)                     | Saints de La Nouvelle-Orléans Buccaneers de Tampa Bay | Falcons d'Atlanta Panthers de la Caroline             |
| Opposants de Conférence NFC (classés 2e de leur division) | Bears de Chicago                                      | 49ers de San Francisco                                |
| Opposants d'Interconférence (AFC Sud)                     | Jaguars de Jacksonville Titans du Tennessee           | Texans de Houston Colts d'Indianapolis                |

#### Tableau des résultats
| Dates                                                          | Matchs          | Résultats      | Stat. Division | Stat. Global |
| -------------------------------------------------------------- | --------------- | -------------- | -------------- | ------------ |
| 9 septembre                                                    | Jacksonville    | P, 15 - 20     | 0 - 0          | 0 - 1        |
| 16 septembre                                                   | @ Dallas        | P, 13 - 20     | 0 - 1          | 0 - 2        |
| 23 septembre                                                   | @ Houston       | G, 27 - 22     | 0 - 1          | 1 - 2        |
| 30 septembre                                                   | New Orleans     | P, 18 - 33     | 0 - 1          | 1 - 3        |
| 7 octobre                                                      | @ Carolina      | P, 31 - 33     | 0 - 1          | 1 - 4        |
| 11 octobre                                                     | Philadelphia    | P, 13 - 34     | 0 - 2          | 1 - 5        |
| 22 octobre                                                     | @ Atlanta       | P, 20 - 23     | 0 - 2          | 1 - 6        |
| 28 octobre                                                     | Washington      | P, 13 - 20     | 0 - 3          | 1 - 7        |
| Semaine de repos (5 novembre)                                  |                 |                |                |              |
| 12 novembre                                                    | @ San Francisco | G, 27 - 23     | 0 - 3          | 2 - 7        |
| 18 novembre                                                    | Tampa Bay       | G, 38 - 35     | 0 - 3          | 3 - 7        |
| 25 novembre                                                    | @ Philadelphia  | P, 22 - 25     | 0 - 4          | 3 - 8        |
| 2 décembre                                                     | Chicago         | G, 30 (1ET) 27 | 0 - 4          | 4 - 8        |
| 9 décembre                                                     | @ Washington    | G, 40 - 16     | 1 - 4          | 5 - 8        |
| 16 décembre                                                    | Tennessee       | P, 0 - 17      | 1 - 4          | 5 - 9        |
| 23 décembre                                                    | @ Indianapolis  | P, 27 - 28     | 1 - 4          | 5 - 10       |
| 30 décembre                                                    | Dallas          | P, 35 - 36     | 1 - 6          | 5 - 11       |
| Bilan de la saison : 5 victoires, 11 défaites, pas de playoffs |                 |                |                |              |

## Les Play-offs
Les Giants terminent derniers de leur division avec un bilan de 5 victoires contre 11 défaites et ne sont pas qualifiés pour les séries éliminatoires de la NFL.

## Résumés des matchs
| Semaine 9 : Bye Week | Semaine 9 : Bye Week | Semaine 9 : Bye Week | Semaine 9 : Bye Week | Semaine 9 : Bye Week | Semaine 9 : Bye Week | Semaine 9 : Bye Week | Semaine 9 : Bye Week | Semaine 9 : Bye Week | Semaine 9 : Bye Week | Semaine 9 : Bye Week | Semaine 9 : Bye Week | Semaine 9 : Bye Week | Semaine 9 : Bye Week | Semaine 9 : Bye Week |
| -------------------- | -------------------- | -------------------- | -------------------- | -------------------- | -------------------- | -------------------- | -------------------- | -------------------- | -------------------- | -------------------- | -------------------- | -------------------- | -------------------- | -------------------- |

## Les Classements 2018
| Équipes             | G  | P  | N | PF/PA     | TD      | Div. (G-P) | Conf. (G-P) | Home (G-P) | Away (G-P) | Playoffs                   |
| ------------------- | -- | -- | - | --------- | ------- | ---------- | ----------- | ---------- | ---------- | -------------------------- |
| Dallas Cowboys      | 10 | 0  | 0 | 339 - 324 | 36 - 35 | 5 - 1      | 9 - 3       | 7 - 1      | 3 - 5      | Oui, vainqueur de division |
| Philadelphia Eagles | 9  | 7  | 0 | 367 - 348 | 41 - 37 | 4 - 2      | 6 - 6       | 5 - 3      | 4 - 4      | Oui, wild card             |
| Washington Redskins | 7  | 9  | 0 | 281 - 359 | 29 - 43 | 2 - 4      | 6 - 6       | 3 - 5      | 4 - 4      | Non                        |
| New York Giants     | 5  | 11 | 0 | 368 - 412 | 39 - 45 | 1 - 5      | 4 - 8       | 2 - 6      | 3 - 5      | Non                        |

| Rang                                                                                    | Équipes                 | Divisions | G  | P  | N | Pct. | Div. (G-P) | Conf. (G-P) | Pts. Pour | Pts. Contre | Dif. Pts. |
| --------------------------------------------------------------------------------------- | ----------------------- | --------- | -- | -- | - | ---- | ---------- | ----------- | --------- | ----------- | --------- |
| Gagnants des Divisions                                                                  |                         |           |    |    |   |      |            |             |           |             |           |
| 1                                                                                       | * – New Orleans Saints  | NCS       | 13 | 3  | 0 | .813 | 4 - 2      | 9 - 3       | 504       | 353         | 151       |
| 2                                                                                       | z – Los Angeles Rams    | NCW       | 13 | 3  | 0 | .813 | 6 - 0      | 9 - 3       | 527       | 384         | 143       |
| 3                                                                                       | z – Chicago Bears       | NCN       | 12 | 4  | 0 | .733 | 5 - 1      | 10 - 2      | 421       | 283         | 138       |
| 4                                                                                       | z – Dallas Cowboys      | NCE       | 10 | 6  | 0 | .625 | 5 - 1      | 10 - 2      | 339       | 324         | 15        |
| Wild cards                                                                              |                         |           |    |    |   |      |            |             |           |             |           |
| 5                                                                                       | y – Seattle Seahawks    | NCW       | 10 | 6  | 0 | .625 | 3 - 3      | 8 - 4       | 428       | 347         | 81        |
| 6                                                                                       | y – Philadelphia Eagles | NCE       | 9  | 7  | 0 | .563 | 4 - 2      | 6 - 6       | 367       | 348         | 19        |
| Non qualifiés pour les playoffs                                                         |                         |           |    |    |   |      |            |             |           |             |           |
| 7                                                                                       | Minnesota Vikings       | NCN       | 8  | 7  | 1 | .531 | 3 - 2 - 1  | 6 - 5 - 1   | 360       | 341         | 19        |
| 8                                                                                       | Atlanta Falcons         | NCS       | 7  | 9  | 0 | .438 | 4 - 2      | 7 - 5       | 414       | 423         | -9        |
| 9                                                                                       | Washington Redskins     | NCE       | 7  | 9  | 0 | .438 | 2 - 4      | 6 - 6       | 281       | 359         | -78       |
| 10                                                                                      | Carolina Panthers       | NCS       | 7  | 9  | 0 | .438 | 2 - 4      | 5 - 7       | 376       | 382         | -6        |
| 11                                                                                      | Green Bay Packers       | NCN       | 6  | 9  | 1 | .406 | 1 - 4 - 1  | 3 - 8 - 1   | 376       | 400         | -24       |
| 12                                                                                      | Detroit Lions           | NCN       | 6  | 10 | 0 | .375 | 2 - 4      | 4 - 8       | 324       | 360         | -36       |
| 13                                                                                      | New York Giants         | NCE       | 5  | 11 | 0 | .313 | 1 - 5      | 4 - 8       | 369       | 412         | -43       |
| 14                                                                                      | Tampa Bay Buccaneers    | NCS       | 5  | 11 | 0 | .313 | 2 - 4      | 4 - 8       | 396       | 464         | -68       |
| 15                                                                                      | San Francisco 49ers     | NCW       | 4  | 12 | 0 | .250 | 1 - 5      | 2 - 10      | 342       | 435         | -93       |
| 16                                                                                      | Arizona Cardinals       | NCW       | 3  | 13 | 0 | .188 | 2 - 4      | 3 - 9       | 225       | 425         | -200      |
| Règles NFL de départages en cas d'égalité                                               |                         |           |    |    |   |      |            |             |           |             |           |
| 1.                                                                                      |                         |           |    |    |   |      |            |             |           |             |           |
| Légende                                                                                 |                         |           |    |    |   |      |            |             |           |             |           |
| - y = Qualifié en wild card - z = Gagnant de division - * = Gagne l'avantage du terrain |                         |           |    |    |   |      |            |             |           |             |           |